# ایلیان چاوداروف
ایلیان چاوداروف (بلغاری: Илиян Чавдаров؛ زادهٔ ۴ مهٔ ۱۹۹۱) بازیکن فوتبال اهل بلغارستان است.